# Dio (cristianesimo)

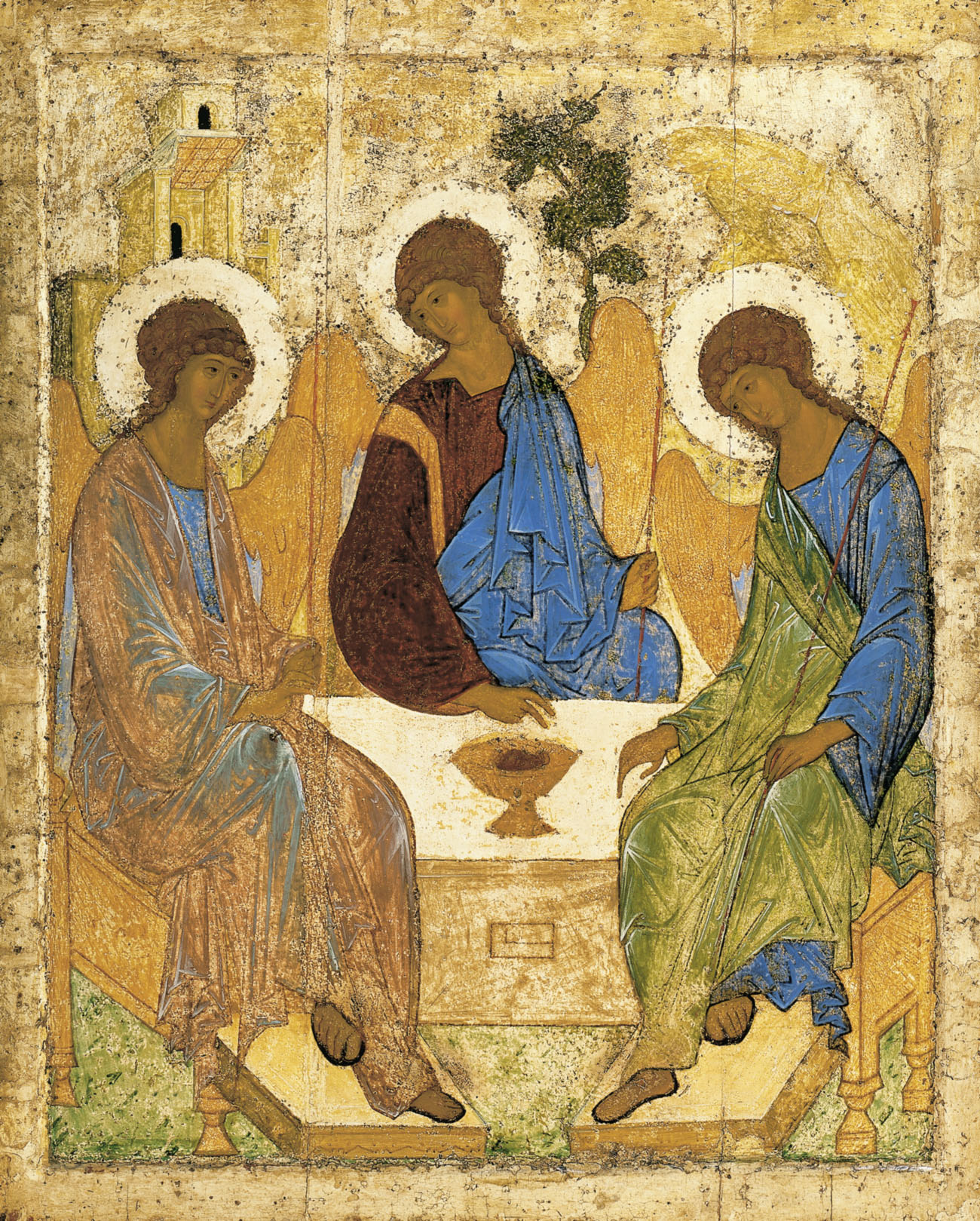
La Trinità rappresentata in una celebre icona di Andrej Rublëv, Angeli a Mamre, 1410

Dio, nella professione di fede biblica condivisa anche dal Cristianesimo, è un'identità unica (monoteismo). In particolare, i cristiani rileggono il monoteismo biblico alla luce dell'incarnazione di Cristo descritta nel Nuovo Testamento. Dio è l'Essere eterno che ha creato e conserva il mondo. Alcuni cristiani credono che Dio sia trascendente (totalmente indipendente e avulso dall'universo materiale) e immanente (coinvolto nel mondo). Gli insegnamenti cristiani dell'immanenza e del coinvolgimento di Dio e del Suo amore per l'umanità escludono la credenza che Dio sia della stessa sostanza dell'universo creato.
Interpretazioni di Dio nel primo cristianesimo venivano espresse nelle Lettere di Paolo e nei credi paleocristiani che proclamavano il Dio unico e la divinità di Gesù quasi simultaneamente, come nella Prima lettera ai Corinzi (8:5-6): "E infatti, anche se vi sono i cosiddetti dèi sia in cielo che in terra (come vi sono molti 'dèi' e molti 'signori'), per noi c'è un solo Dio, il Padre dal quale sono tutte le cose e noi in lui; e un solo Signore, Gesù Cristo, per mezzo del quale sono tutte le cose, e noi esistiamo per mezzo di lui." Ciò iniziò a differenziare le convinzioni cristiane su Dio dagli insegnamenti ebraici del tempo.
La teologia degli attributi e della natura di Dio è stata discussa dagli inizi del cristianesimo, con Ireneo che scrive nel II secolo: "La Sua grandezza non manca di nulla, ma contiene tutte le cose". Nell'VIII secolo, Giovanni Damasceno elencava diciotto attributi che rimangono tuttora in gran parte accettati. Gradualmente i teologi svilupparono liste sistematiche di tali attributi, alcuni basati su asserzioni bibliche (per esempio, il Padre nostro, che afferma che il Padre è nei Cieli), altri fondati su ragionamenti teologici. Il Regno di Dio è una frase di rilievo nel Vangeli sinottici e, mentre vi è un accordo quasi unanime tra gli studiosi neotestamentari che esso rappresenta un elemento chiave degli insegnamenti di Gesù, c'è poco accordo sulla sua esatta interpretazione.
Anche se il Nuovo Testamento non ha una dottrina formale della Trinità in quanto tale, parla però ripetutamente del Padre, del Figlio e dello Spirito Santo. Ciò non diventa mai un "trideismo" e non implica tre dèi. Verso l'anno 200, Tertulliano formulò una versione della dottrina della Trinità che affermava chiaramente la divinità di Gesù e si avvicinava molto alla successiva forma definitiva prodotta dal Concilio Ecumenico del 381. La dottrina della Trinità può esser riassunta così: "Il Dio Unico esiste in Tre Persone e Una Sostanza, come Dio Padre, Dio Figlio e Dio Spirito Santo." I trinitari, che formano la stragrande maggioranza dei cristiani, affermano tale concetto come un postulato basilare della propria fede. Le denominazioni non trinitarie definiscono il Padre, il Figlio e o Spirito Santo in vari altri modi.

## Sviluppo della teologia di Dio

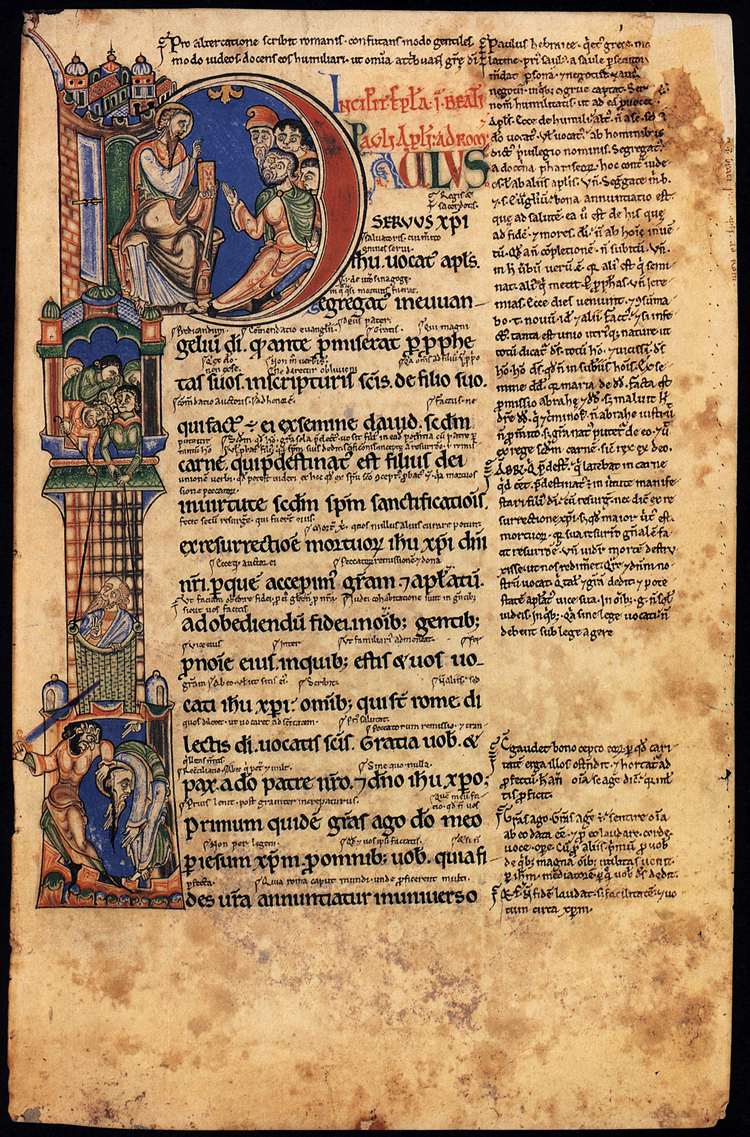
Copia delle Lettere di Paolo del XII secolo

### Origini
Le prime credenze cristiane di Dio (antecedenti alla scrittura dei vangeli) si riflettono nella dichiarazione di Paolo di Tarso in 1 Corinzi 8:5-6, lettera scritta verso gli anni 53-54, cioè circa vent'anni dopo la crocifissione di Gesù:
Oltre ad affermare che c'è un solo Dio, la dichiarazione di Paolo (che probabilmente si basa su confessioni pre-paoline) comprende una serie di altri elementi significativi: distingue la fede cristiana dallo sfondo ebraico del tempo, facendo riferimento a Gesù e al Padre quasi nello stesso rigo, e conferendo a Gesù il titolo d'onore divino "Signore", chiamandolo inoltre Cristo.

Negli Atti degli Apostoli (17:24-27) durante il Sermone dell'Areopago pronunciato da Paolo, egli caratterizza ulteriormente la prima interpretazione cristiana:
e riflette sulla relazione tra Dio e i cristiani:
Le lettere paoline includono anche un certo numero di riferimenti allo Spirito Santo, col tema che appare in 1 Tessalonicesi 4:8 "...Dio stesso, che vi dona il suo Santo Spirito" spesso ripetuto in tutte le sue epistole. In Giovanni 14:26 anche Gesù si riferisce allo "Spirito Santo che il Padre manderà nel mio nome".
Per la fine del I secolo, Clemente da Roma aveva ripetutamente fatto riferimento al Padre, Figlio e Spirito Santo e connesso il Padre con la creazione, affermando in 1 Clemente 19:2: "Fissiamo fermamente lo sguardo sul Padre e Creatore di tutto il mondo". Per la metà del II secolo, nel suo Adversus haereses ("Contro le eresie"), Ireneo di Lione aveva enfatizzato (cfr. Libro 4, capitolo 5 - in inglese) che il Creatore è "il solo e unico Dio" e il "creatore del cielo e della terra". Queste affermazioni precedevano la presentazione formale del concetto di Trinità di Tertulliano all'inizio del III secolo.
Il periodo che va dal tardo II secolo all'inizio del IV secolo (circa 180-313) è generalmente chiamato "epoca della Ecclesia magna" e fu testimone di un significativo sviluppo teologico, con il consolidamento e la formalizzazione di una serie di insegnamenti cristiani.
Dal II secolo in poi, i credi occidentali iniziavano con l'affermazione della fede in "Dio Padre (Onnipotente)" ed il riferimento primario di questa frase era a "Dio nella Sua capacità di Padre e Creatore dell'universo". Questo non escludeva né il fatto che il "padre eterno dell'universo fosse anche il Padre di Gesù Cristo", né che si fosse addirittura "degnato di adottare [il credente] come Suo figlio per grazia". I credi orientali (quelli conosciuti vengono in data posteriore) iniziavano con un'affermazione di fede in un "solo Dio" e quasi sempre proseguivano aggiungendo "il Padre Onnipotente, Creatore di tutte le cose visibili e invisibili" o parole simili.
Col passare del tempo, i teologi e i filosofi svilupparono una comprensione più precisa della natura di Dio e cominciarono a produrre liste sistematiche dei Suoi attributi (cioè, qualità o caratteristiche). Queste variavano nei dettagli, ma tradizionalmente gli attributi si dividevano in due gruppi, quelli basati sulla negazione (Dio è impassibile) e quelli positivamente basati sulla eminenza (Dio è infinitamente buono). Il teologo e vescovo anglicano Ian Ramsey (1915–1972) asseriva che ce ne sono tre di gruppi e alcuni attributi come semplicità e perfezione hanno una dinamica logica differente da attributi del tipo bontà infinita, poiché ci sono forme relative di quest'ultima, ma non della prima.

### Nome

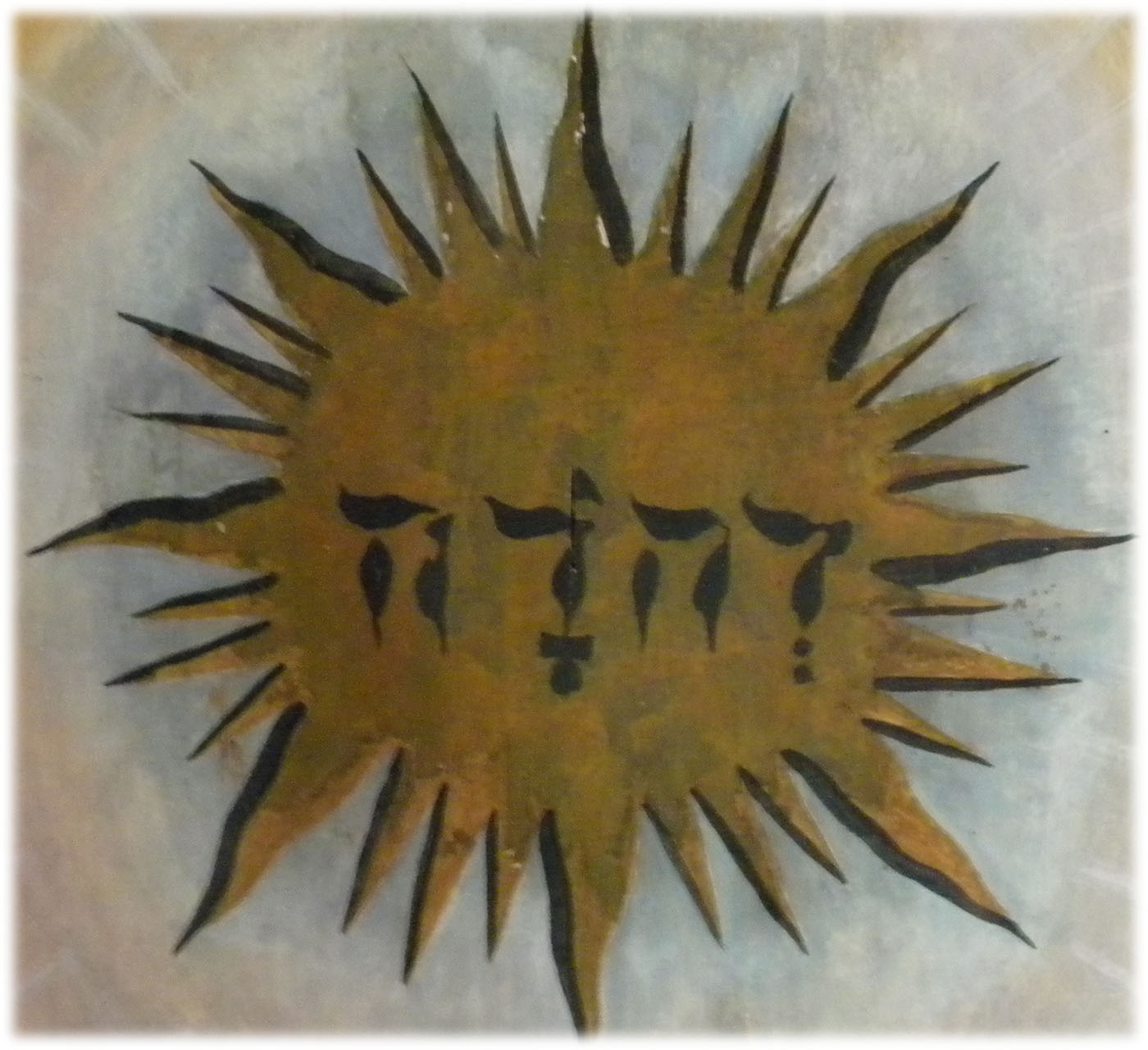
Il Tetragramma YHWH, nome di Dio scritto in ebraico, nell'antica chiesa di Ragunda, Svezia

Nella teologia cristiana il nome di Dio ha sempre avuto un significato più profondo e importante che non un semplice vocabolo indicativo o titolo designatore. Non è un'invenzione umana, ma ha origine divina ed è basata su rivelazione divina. Il rispetto per il nome di Dio è uno dei Dieci Comandamenti, che gli insegnamenti cristiani non vedono semplicemente come un'ingiunzione ad evitare l'uso improprio del nome di Dio, ma come una direttiva per esaltarlo, sia attraverso opere pie sia con lodi. Ciò si riflette nella prima invocazione del Padre nostro rivolta a Dio Padre: "Santificato sia il tuo Nome".
Con riferimento ai Padri della Chiesa, il nome di Dio è stato visto come rappresentazione dell'intero sistema di "verità divina" rivelata al fedele "che crede nel Suo nome" come in Giovanni 1:12 o "cammina nel nome del Signore Dio nostro" in Michea 4:5. In Apocalisse 3:12 coloro che portano il nome di Dio sono destinati al Paradiso. Giovanni 17:6 presenta gli insegnamenti di Gesù come manifestazione del nome di Dio ai suoi discepoli.
Giovanni 12:27-28 descrive il sacrificio di Gesù, Agnello di Dio, e la conseguente salvezza ottenuta tramite tale sacrificio come glorificazione del nome di Dio, con la voce dal Cielo che conferma la supplica di Gesù ("Padre, glorifica il tuo nome!") dicendo: "L'ho glorificato e lo glorificherò ancora" riferendosi al Battesimo e alla crocifissione di Gesù.
La Bibbia di solito usa il nome di Dio al singolare (per esempio Esodo 20:7 o Salmi 8:1), di solito utilizzando i termini in un senso molto generale, piuttosto che riferirsi ad una qualsiasi designazione particolare di Dio. Tuttavia, i riferimenti generali al nome di Dio possono espandersi ad altre forme speciali, che esprimono i Suoi molteplici attributi. Le Sacre Scritture presentano molti riferimenti ai nomi di Dio, ma i nomi chiave nell'Antico Testamento sono: Dio Che è l'Alto ed Esaltato, El-Shadday e Geova o Yahweh (da ricordare che l'esatta pronuncia è incerta). Nel Nuovo Testamento Theos, Kurios e Pateras (πατέρας, cioè "Padre" in greco) sono i nomi essenziali.

### Attributi e natura

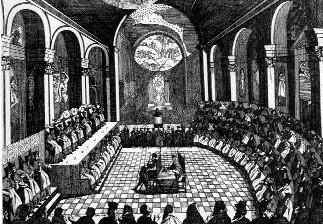
Concilio di Trento, 1545-1563
(stampa rinascimentale)

I fondamenti teologici degli attributi e della natura di Dio, sono stati discussi fin dai primi giorni del cristianesimo. Nel II secolo Ireneo affrontò il tema e commentò alcuni attributi, per esempio nel suo Adversus haereses (Libro IV, Capitolo 19, in ingl.) afferma: "La Sua grandezza non manca di nulla, ma contiene tutte le cose". Ireneo basò i suoi attributi su tre fonti: le Scritture, il misticismo prevalente e la pietà popolare. Oggi alcuni degli attributi associati a Dio continuano ad esser basati sulla Bibbia – per esempio il Padre nostro afferma che il Padre è nei Cieli – mentre altri attributi derivano dal ragionamento teologico.
Nell'VIII secolo, Giovanni Damasceno elencò diciotto attributi di Dio nel suo La fede ortodossa (Libro 1, Capitolo 8). Questi diciotto attributi erano suddivisi in quattro gruppi basati sul tempo (per es., essere eterno), spazio (per es., essere illimitato), materia o qualità, e la lista continua ad essere influente a tutt'oggi, apparendo parzialmente in una qualche forma nella varie formulazioni moderne. Nel XIII secolo Tommaso d'Aquino si concentrò su una lista più corta di soli otto attributi, cioè: semplicità, perfezione, bontà, incomprensibilità, onnipresenza, immutabilità, eternità e unicità. Altre formulazioni includono la lista del 1251 del Concilio Lateranense IV che fu poi adottata dal Concilio Vaticano I nel 1870 e dal Catechismo Minore di Westminster nel XVII secolo.
Due attributi di Dio che lo pongono al di sopra del mondo, tuttavia riconoscendo il Suo coinvolgimento nel mondo, sono trascendenza e immanenza. Trascendenza significa che Dio è eterno ed infinito, non controllato dal mondo creato e al di là degli eventi umani. Immanenza significa che Dio è coinvolto nel mondo e gli insegnamenti cristiani da tempo hanno riconosciuto la Sua attenzione alle vicende umane. Tuttavia, a differenza della religioni panteistiche, nel cristianesimo l'essere divino non è della sostanza dell'universo creato.
Tradizionalmente, alcuni teologi come l'olandese Louis Berkhof (1873–1957) distinguono tra gli attributi comunicabili (quelli che anche gli esseri umani possono avere) e gli attributi incomunicabili (quelli che appartengono solo a Dio). Tuttavia altri come Donald Macleod sostengono che tutte le classificazioni offerte sono artificiali e senza basi.
Vi è un accordo generale tra i teologi che sarebbe un errore concepire l'essenza di Dio come esistente di per sé e indipendentemente dagli attributi o che gli attributi siano una caratteristica aggiuntiva dell'Essere Divino. Sono qualità essenziali che esistono in modo permanente nel Suo stesso Essere e sono coesistenti ad esso. Qualsiasi loro variazione implicherebbe un'alterazione dell'essere essenziale di Dio.
John Hick sostiene che, quando si elencano gli attributi di Dio, il punto di partenza dovrebbe essere la Sua autoesistenza ("aseità") che implichi la Sua natura eterna e incondizionata. Hick continua esaminando i seguenti attributi addizionali: Creatore being the source of all that composes his creation ("creatio ex nihilo") and the sustainer of what he has brought into being; Personale; Amorevole, Buono e Santo. Anche Berkhof inizia con autoesistenza, ma prosegue con immutabilità; infinità, che implica perfezione eternità e onnipresenza; unità. Quindi analizza una serie di attributi intellettuali: conoscenza-onniscienza; sapienza; veracità e poi gli attributi morali di bontà (inclusi amore, grazia, misericordia e pazienza); santità e giustizia prima di considerare per ultima la Sua sovranità.

## Regno di Dio ed escatologia

### Regalità e Regno

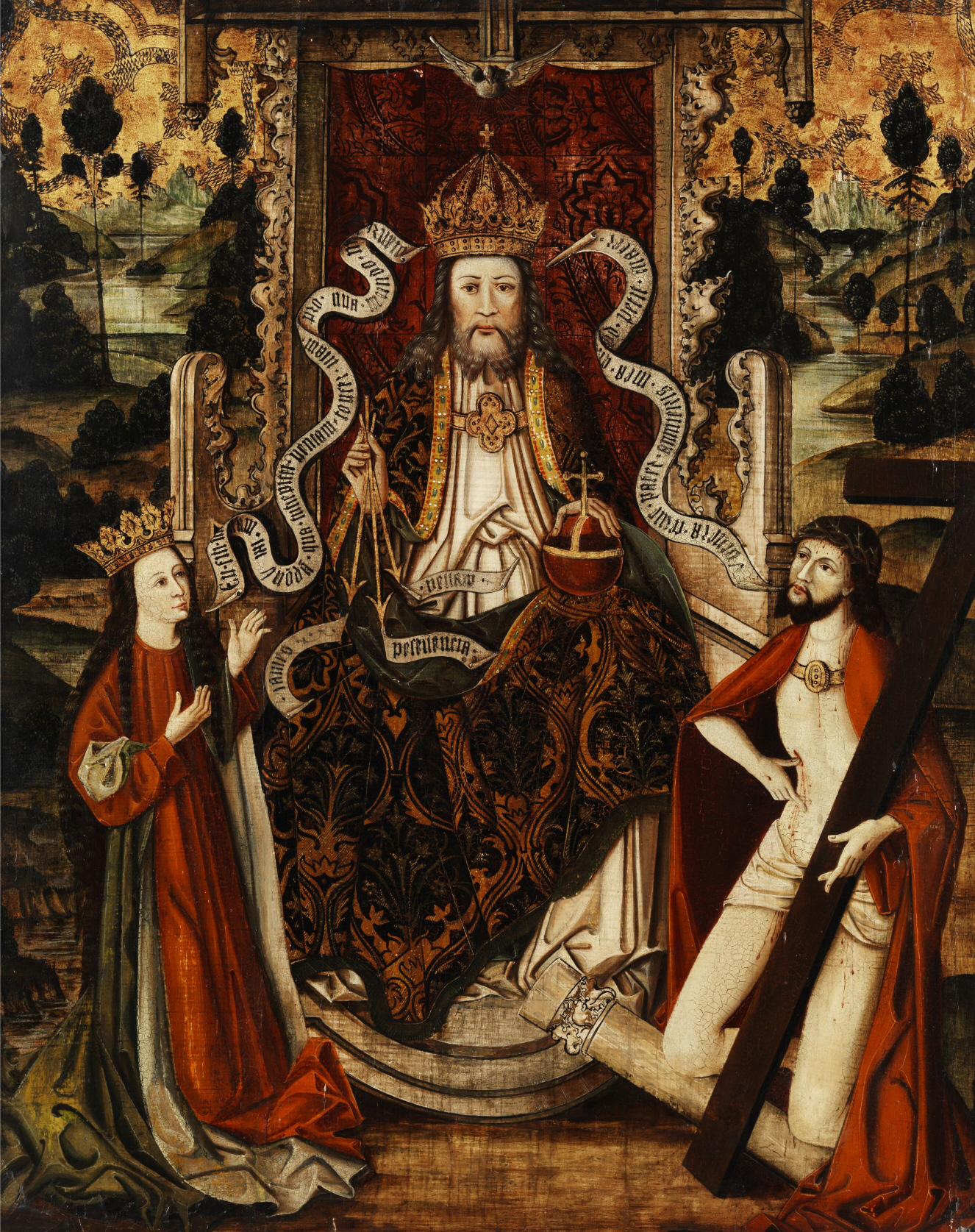
Dio Padre sul trono, Westfalia, Germania (tardo XV secolo)

La caratterizzazione cristiana del rapporto tra Dio e l'umanità riguarda la nozione della "Regalità di Dio", le cui origini risalgono all'Antico Testamento (Bibbia ebraica), e può essere vista come una conseguenza della creazione del mondo da parte di Dio. I "salmi dell'incoronazione" (Salmi 45;93;96;97-99) forniscono la base di questa interpretazione con l'esclamazione "Il Signore regna". Tuttavia, nel tardo ebraismo venne assegnata alla Regalità di Dio una tradizione più "nazionale", in cui l'atteso Messia può esser visto come liberatore e fondatore di un nuovo Stato d'Israele.
Il termine "Regno di Dio" non appare nell'Antico Testamento, sebbene "suo Regno" e "tuo Regno" siano usati in alcuni casi per riferirsi a Dio. Ciò nonostante il Regno di Dio (con equivalente di Matteo "Regno dei Cieli") è una frase prominente nei Vangeli Sinottici (apparendo 75 volte), e vi è un accordo quasi unanime tra gli studiosi che essa rappresenti un elemento chiave degli insegnamenti di Gesù. Tuttavia il teologo anglicano Richard T. France (1938–2012) asserisce che, mentre il concetto di "Regno di Dio" ha un significato intuitivo per i cristiani laici, non c'è accordo tra i biblisti circa il suo significato nel Nuovo Testamento. Alcuni studiosi lo vedono come modo di vita cristiano, altri come un metodo di evangelizzazione mondiale, altri ancora come la riscoperta dei doni carismatici, e altri non lo relazionano a situazioni presenti o future, bensì al Mondo a venire. France sostiene che la frase "Regno di Dio" sia spesso interpretata in molti modi per adattarla alle tesi teologiche di chi la usa.

### Fine dei tempi
Interpretazioni del termine "Regno di Dio" hanno suscitato molti dibattiti escatologici tra studiosi con vedute differenti, senza tuttavia raggiungere un consenso generale. Da Agostino alla Riforma protestante, l'arrivo del Regno è stato identificato con la formazione della Chiesa Cristiana, ma tale opinione fu in seguito abbandonata e dall'inizio del XX secolo l'interpretazione apocalittica del Regno ha ottenuto consensi. Secondo tale opinione (chiamata anche "escatologia consistente") il Regno di Dio non iniziò nel I secolo, ma è un evento apocalittico futuro che deve ancora avvenire.

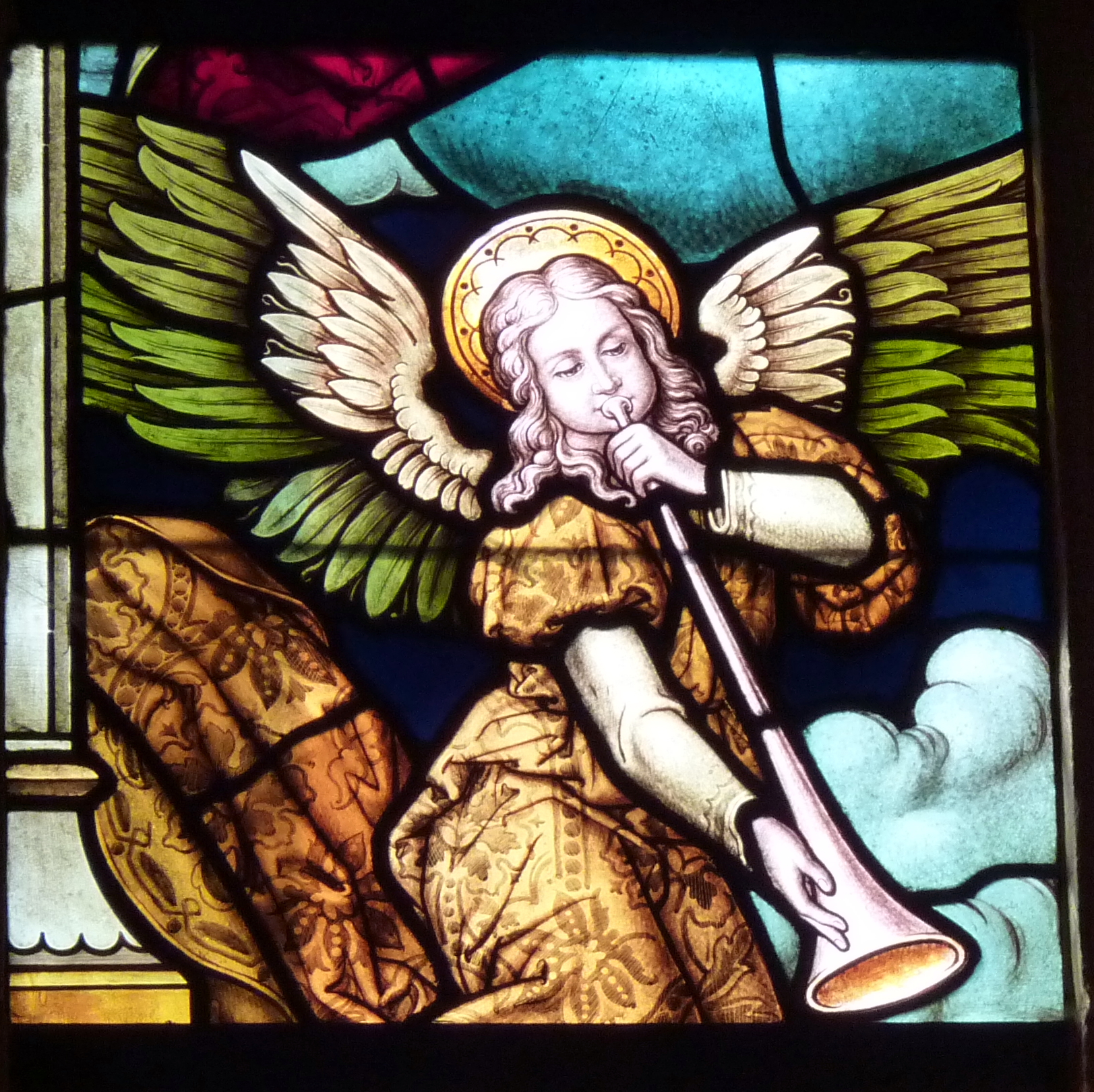
Angelo che suona l'"ultima tromba", come in (Langenzenn, Germania, XIX secolo)

In contrasto, dalla metà del XX secolo si è affermata l'"escatologia realizzata", che vede il Regno come non apocalittico ma come manifestazione della sovranità divina sul mondo (realizzata dal ministero di Gesù). In questa interpretazione il Regno viene ritenuto disponibile nel momento presente. L'approccio concorrente di "escatologia inaugurata" è stata successivamente introdotta come interpretazione "già qui ma non ancora". Secondo questa convinzione, il Regno è già iniziato, ma sarà completamente realizzato in un punto futuro. Queste interpretazioni divergenti hanno dato origine a un buon numero di varianti, con diversi studiosi che propongono nuovi modelli escatologici che prendere in prestito elementi dai precedenti.

### Giudizio
Ebrei 12:23 fa riferimento a "Dio giudice di tutti" e la nozione che tutti gli esseri umani saranno alla fine giudicati è un elemento essenziale degli insegnamenti cristiani. Una quantità di passi neotestamentari (per esempio, Giovanni 5:22 e Atti 10:42) e successive affermazioni di fede indicano che il compito di giudicare è assegnato a Gesù. Giovanni 5:22 afferma che "il Padre infatti non giudica nessuno ma ha rimesso ogni giudizio al Figlio". Atti 10:42 fa riferimento a Gesù risorto con: "egli è colui che Dio ha costituito giudice dei vivi e dei morti". Il ruolo rappresentato da Gesù nel giudizio di Dio viene enfatizzato nelle confessioni di fede più usate, col Credo niceno che afferma che Gesù "siede alla destra del Padre. E di nuovo verrà, nella gloria, per giudicare i vivi e i morti, e il suo regno non avrà fine." Il Simbolo degli apostoli include una professione di fede simile.
Un certo numero di passi evangelici mettono in guardia contro il peccato e suggeriscono un percorso di rettitudine al fine di evitare il giudizio di Dio. Per esempio, il Discorso della Montagna in Matteo 5:22-26 insegna l'astensione dal peccato e la Parabole del Regno (Matteo 13:49-50) affermano che al momento del giudizio gli angeli "verranno e separeranno i malvagi dai giusti e li getteranno nella fornace del fuoco". I cristiani possono quindi godere del perdono che li solleva dal giudizio divino a patto che seguano gli insegnamenti di Gesù e gli siano vicini spiritualmente.

## Trinitarismo

### La concezione trinitaria

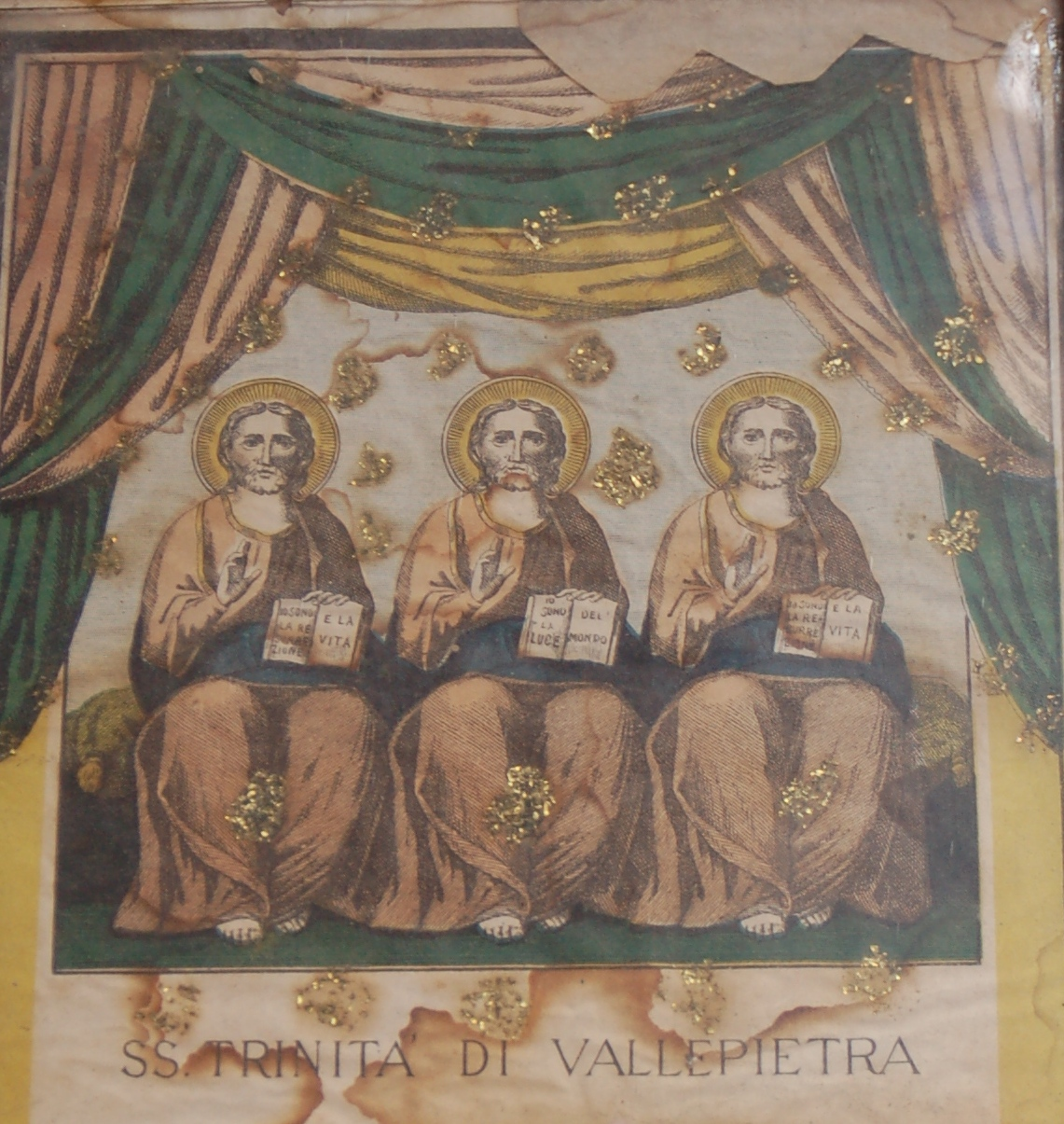
Raffigurazione simbolica della Trinità (Santuario della Santissima Trinità - Vallepietra, Roma)

Nel cristianesimo viene accettata l'affermazione di Gesù: «chi vede me vede il Padre» (Giovanni 14,9) e «Io sono la via, la verità e la vita; nessuno viene al Padre se non per mezzo di me» (Giovanni 14,6). La concezione trinitaria, per la quale la natura di Dio contiene tre persone (il Padre, il Figlio e lo Spirito Santo) in una relazione reciproca di eterno amore, è una caratteristica per la quale il cristianesimo si distingue dagli altri monoteismi. Al Dio della tradizione biblica, nel cristianesimo si affianca infatti la riflessione cristologica e la fede nello Spirito del Padre promesso da Cristo ai suoi fedeli.
Nei primi concili ecumenici, a partire dal IV secolo, si cerca di razionalizzare questo paradosso apparente. Nel Credo niceno-costantinopolitano si professa un solo Dio, onnipotente, creatore dell'universo e di ogni cosa. Il Credo però prosegue dichiarando che Gesù Cristo è "Dio da Dio, luce da luce, Dio vero da Dio vero", che è consustanziale a Dio, che al tempo stesso possiede la natura umana, e che anche lo Spirito Santo è Dio. Si viene a definire la dottrina trinitaria, una delle dottrine che separa il cristianesimo dalla religione biblica da cui è derivato. Per il cristianesimo, Dio si è infatti disvelato progressivamente agli uomini: prima nell'esperienza di Israele e quindi nella venuta di Gesù che, incarnato, morto e risorto, ha donato agli uomini lo Spirito Santo come promessa di vita eterna.
La dottrina della Trinità concilia in modo originale la trascendenza di Dio e la sua presenza nel mondo e nella storia degli uomini. In quest'ottica, Dio è inteso come Dio personale che estenda la sua comunione interna di amore al creato e all'umanità, creata libera nella scelta del proprio destino. Dio ha quindi inviato agli uomini il proprio Figlio, che l'ama fino al punto di sacrificarsi per la loro salvezza. Le principali Chiese cristiane concordano nel parlare di mistero cristologico e mistero trinitario, ritenendo ineffabile la natura profonda di Dio, e che perciò fosse necessaria una rivelazione da parte di Dio stesso, non potendo la ragione umana arrivare a dedurlo. Queste dottrine sono condivise dalle tre maggiori forme di Cristianesimo: Cattolicesimo, Ortodossia e dal Protestantesimo maggioritario. La sua definizione dogmatica ebbe luogo a partire dal IV secolo, a seguito della disputa fra la chiesa Ortodossa e l'Arianesimo, ora estinto, che negava la natura divina di Gesù. Esistono tuttavia anche oggi in ambito cristiano gruppi religiosi e confessioni che non ammettono la trinità delle persone o l'unicità di Dio.
Nel cristianesimo, il monoteismo e la trascendenza di Dio sono un elemento essenziale che però non esclude il fatto che, oltre ad essere nei cieli, Egli possa vivere anche in terra (il caso di Gesù e poi dello Spirito Santo fra gli uomini). Nel Vangelo secondo Giovanni si riporta l'affermazione di Gesù che rivela come Lui stesso sia nel Padre e il Padre in Lui; l'evangelista Giovanni parla del Consolatore (paraclito), lo Spirito Santo che il Padre avrebbe inviato ai suoi figli fino alla fine dei tempi dopo la crocifissione, morte e resurrezione di Gesù: tale promessa si compie per la tradizione cristiana e viene ricordata nel giorno di Pentecoste, che celebra il "sedersi" dello Spirito Santo sulla madre di Gesù, le donne e gli apostoli, dopo la resurrezione e l'ascensione di Gesù al cielo.
La sintesi delle Chiese cristiane è quella di un Dio Uno e Trino, un solo Dio e tre persone distinte (Padre, Figlio e Spirito Santo): tale articolo di fede, definisce Dio come Trinità, insieme alla incarnazione, passione, morte e resurrezione di Gesù sono i misteri fondamentali delle fedi cattolica, protestanti ed ortodosse.

### Storia e fondazione
Nel primo cristianesimo, il concetto di salvezza era strettamente collegato con l'invocazione di "Padre, Figlio e Spirito Santo". A partire dal I secolo, i cristiani hanno invocato Dio col nome "Padre, Figlio e Spirito Santo" nelle preghiere, battesimo, comunione, esorcismi, canti e inni, prediche, confessione, assoluzione e benedizione. Ciò è riflesso nel detto: "Prima che ci fosse una 'dottrina' della Trinità, la preghiera cristiana invocava la Santa Trinità".

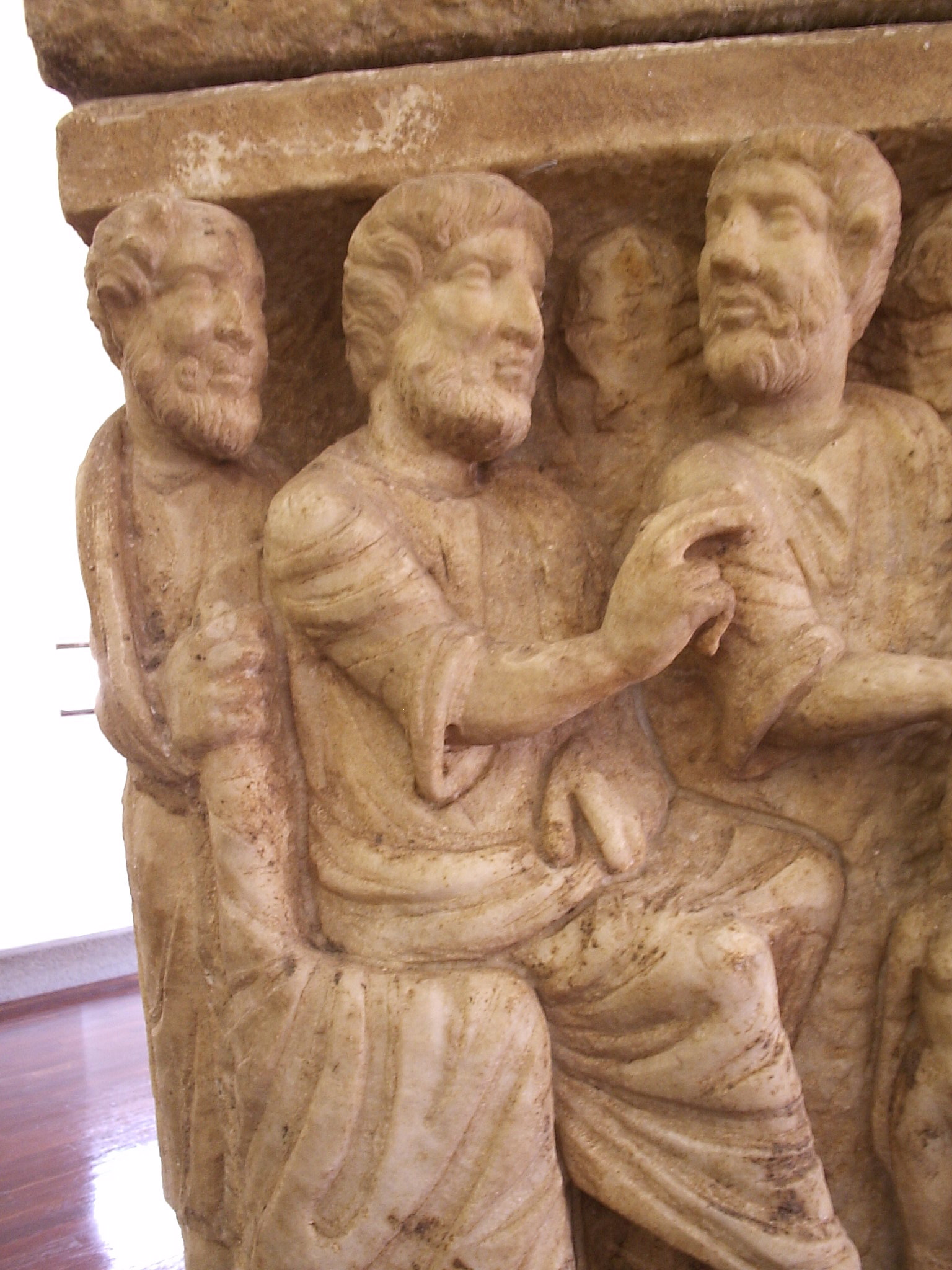
La più antica raffigurazione conosciuta della Trinità, Sarcofago dogmatico, 350dC Musei Vaticani

Il termine "Trinità" non appare esplicitamente nella Bibbia, ma i trinitari credono che il concetto come sviluppato successivamente, sia consistente con gli insegnamenti biblici. Il Nuovo Testamento include una quantità di usi della formula trina liturgica e dossologica, per esempio in 2 Corinzi 1:21-22 che dichiara: "È Dio stesso che ci conferma, insieme a voi, in Cristo, e ci ha conferito l'unzione, ci ha impresso il sigillo e ci ha dato la caparra dello Spirito Santo nei nostri cuori." Cristo che riceve "autorità e coeguale divinità" viene citato in Matteo 28:18: "Mi è stato dato ogni potere in cielo e in terra" come anche in Giovanni 3:35, 13:3, 17:1. E lo Spirito che è sia "da Dio" e "da Cristo" appare in Galati 4:6, Atti 16:7, Giovanni 15:26 e Romani 8:14-17.
Il concetto generale fu espresso nei primi scritti dall'inizio del II secolo in poi, con Ireneo di Lione che scriveva nel suo Adversus haereses (Contro le eresie) (Libro I Capitolo X, in ingl.):
"La Chiesa... crede in un solo Dio, Padre Onnipotente, Creatore del cielo e della terra, dei mari e di tutte le cose che vi sono; e in un solo Gesù Cristo, Figlio di Dio, che si è incarnato per la nostra salvezza; e nello Spirito Santo".
Verso il 213dC in Adversus Praxeas (Capitolo 3) Tertulliano fornì una rappresentazione formale del concetto della Trinità, cioè che Dio esiste in un'unica "sostanza" ma in tre "Persone": il Padre, il Figlio e lo Spirito Santo. In difesa della coerenza della Trinità, Tertulliano scrisse (Adversus Praxeas 3): "L'Unità che deriva la Trinità da se stessa è ben lungi dall'esser distrutta, anzi in verità ne è sostenuta."
Tertulliano discusse anche di come lo Spirito Santo proceda dal Padre e dal Figlio.
Il Primo Concilio di Nicea nel 325 e successivamente il Primo Concilio di Costantinopoli nel 381 definì il dogma "nei suoi più semplici contorni a fronte di pressanti eresie" e la versione utilizzata in seguito risale al 381. Nel V secolo, in occidente, Agostino d'Ippona estese lo sviluppo teologico nel suo De Trinitate (La Trinità), mentre lo sviluppo maggiore in oriente fu attuato da Giovanni Damasceno nell'ottavo secolo. La teologia infine raggiunse la sua forma classica negli scritti di Tommaso d'Aquino nel XIII secolo.
Lo storico Bernhard Lohse afferma che la dottrina della Trinità non risale a fonti non cristiane come Platone o l'Induismo e che tutti i tentativi che indicano tali connessioni sono stati ricusati. La maggioranza dei cristiani sono ora trinitari e considerano la fede nella Trinità come una prova di vera ortodossia.

### Dottrina
La dottrina della Trinità è considerata dalla maggior parte dei cristiani come un principio basilare della loro fede. Può essere riassunto così:
"Il Dio Unico esiste in Tre Persone e Una Sostanza"
A rigor di termini, la dottrina è un mistero che non può "né essere conosciuto dalla sola ragione umana", né "dimostrato convincentemente dalla ragione dopo che sia stato rivelato"; pur tuttavia tale mistero "non è contrario alla ragione", essendo "compatibile con i principi del pensiero razionale."
La dottrina fu espressa ampiamente nel Simbolo atanasiano del IV secolo, di cui il seguente è il testo completo:
| In latino | Traduzione italiana |
| --- | --- |
| Quicumque vult salvus esse, ante omnia opus est, ut teneat catholicam fidem: Quam nisi quisque integram inviolatamque servaverit, absque dubio in aeternum peribit. Fides autem catholica haec est: ut unum Deum in Trinitate, et Trinitatem in unitate veneremur. Neque confundentes personas, neque substantiam separantes. Alia est enim persona Patris alia Filii, alia Spiritus Sancti: Sed Patris, et Filii, et Spiritus Sancti una est divinitas, aequalis gloria, coeterna maiestas. Qualis Pater, talis Filius, talis [et] Spiritus Sanctus. Increatus Pater, increatus Filius, increatus [et] Spiritus Sanctus. Immensus Pater, immensus Filius, immensus [et] Spiritus Sanctus. Aeternus Pater, aeternus Filius, aeternus [et] Spiritus Sanctus. Et tamen non tres aeterni, sed unus aeternus. Sicut non tres increati, nec tres immensi, sed unus increatus, et unus immensus. Similiter omnipotens Pater, omnipotens Filius, omnipotens [et] Spiritus Sanctus. Et tamen non tres omnipotentes, sed unus omnipotens. Ita Deus Pater, Deus Filius, Deus [et] Spiritus Sanctus. Et tamen non tres dii, sed unus est Deus. Ita Dominus Pater, Dominus Filius, Dominus [et] Spiritus Sanctus. Et tamen non tres Domini, sed unus [est] Dominus. Quia, sicut singillatim unamquamque personam Deum ac Dominum confiteri christiana veritate compellimur: Ita tres Deos aut [tres] Dominos dicere catholica religione prohibemur. Pater a nullo est factus: nec creatus, nec genitus. Filius a Patre solo est: non factus, nec creatus, sed genitus. Spiritus Sanctus a Patre et Filio: non factus, nec creatus, nec genitus, sed procedens. Unus ergo Pater, non tres Patres: unus Filius, non tres Filii: unus Spiritus Sanctus, non tres Spiritus Sancti. Et in hac Trinitate nihil prius aut posterius, nihil maius aut minus: Sed totae tres personae coaeternae sibi sunt et coaequales. Ita, ut per omnia, sicut iam supra dictum est, et unitas in Trinitate, et Trinitas in unitate veneranda sit. Qui vult ergo salvus esse, ita de Trinitate sentiat. Sed necessarium est ad aeternam salutem, ut incarnationem quoque Domini nostri Iesu Christi fideliter credat. Est ergo fides recta ut credamus et confiteamur, quia Dominus noster Iesus Christus, Dei Filius, Deus [pariter] et homo est. Deus [est] ex substantia Patris ante saecula genitus: et homo est ex substantia matris in saeculo natus. Perfectus Deus, perfectus homo: ex anima rationali et humana carne subsistens. Aequalis Patri secundum divinitatem: minor Patre secundum humanitatem. Qui licet Deus sit et homo, non duo tamen, sed unus est Christus. Unus autem non conversione divinitatis in carnem, sed assumptione humanitatis in Deum. Unus omnino, non confusione substantiae, sed unitate personae. Nam sicut anima rationalis et caro unus est homo: ita Deus et homo unus est Christus. Qui passus est pro salute nostra: descendit ad inferos: tertia die resurrexit a mortuis. Ascendit ad [in] caelos, sedet ad dexteram [Dei] Patris [omnipotentis]. Inde venturus [est] judicare vivos et mortuos. Ad cujus adventum omnes homines resurgere habent cum corporibus suis; Et reddituri sunt de factis propriis rationem. Et qui bona egerunt, ibunt in vitam aeternam: qui vero mala, in ignem aeternum. Haec est fides catholica, quam nisi quisque fideliter firmiterque crediderit, salvus esse non poterit. | Chiunque voglia essere salvato, prima di tutto è necessario che egli dichiari la fede cattolica (cioè universale, cristiana). Fede che, se non seguita interamente e puramente, porta senza dubbio ciascuno alla morte eterna. E la fede cattolica è questa, cioè che adoriamo un Dio nella Trinità e la Trinità nell'Unità. Senza confondere le Persone, né dividere la Sostanza. Perché c'è una Persona del Padre, una Persona del Figlio ed una dello Spirito Santo. Ma la Divinità del Padre, del Figlio e dello Spirito Santo è tutta una: la gloria uguale e la maestà co-eterna. Così è il Padre, così il Figlio e così lo Spirito Santo. Il Padre non creato, il Figlio non creato e lo Spirito Santo non creato. Il Padre incomprensibile, il Figlio incomprensibile e lo Spirito Santo incomprensibile. Il Padre eterno, il Figlio eterno e lo Spirito Santo eterno. Non ci sono tre (entità) non create e nemmeno tre Incomprensibilità, ma un(a entità) non creata ed un Incomprensibilità. Così similmente il Padre è onnipotente, il Figlio onnipotente e lo Spirito Santo Onnipotente. E ancora non ci sono tre Onnipotenze, ma una Onnipotenza. E non ci sono tre Signori, ma un Signore. Perché così siamo spinti dalla verità Cristiana a riconoscere Ogni Persona di per Se Stessa essere Dio e Signore. Quindi la religione cattolica ci proibisce di dire che ci sono tre Dei e tre Signori. Il Padre non è stato fatto da nessuno, né creato, né generato. Il Figlio è dal Padre solo, non fatto né creato, ma generato. Lo Spirito Santo è del Padre e del Figlio, né fatto, né creato, né generato ma procede da essi. Quindi c'è un Padre, non tre Padri; un Figlio, non tre Figli; uno Spirito Santo, non tre Spiriti Santi. E in questa trinità nessuno viene prima o dopo gli altri; nessuno è più grande o inferiore ad un altro; Ma tutte e tre le Persone sono co-eterne assieme ed uguali, perciò in tutte le cose, come detto, l'Unità nella Trinità e la Trinità dell'Unità deve essere adorata. Colui perciò che sarà salvato deve della Trinità pensare in questo modo. Inoltre è necessario per la salvezza eterna che egli creda anche con fede l'incarnazione del nostro Signore Gesù Cristo. Perché la fede autentica è che crediamo e confessiamo che il nostro Signore Gesù Cristo, il Figlio di Dio, è Dio e Uomo. Dio della Sostanza del Padre, generato prima dei mondi; e Uomo della Sostanza di Sua madre, nato nel mondo; Perfetto Dio e perfetto Uomo, di un'anima razionale e dotato di carne umana. Uguale al Padre riguardo alla sua Divinità e inferiore al Padre riguardo alla Sua umanità. Il quale, sebbene Egli sia Dio e Uomo, egli non è due, ma un Cristo. Uno, non per trasformazione della Divinità in carne, ma per aver assunto l'umanità in Dio; Uno assieme; non per confusione della Sostanza, ma per unità della Persona. Perché come l'anima razionale e la carne è una persona, così Dio e l'Uomo è un Cristo; Che soffrì per la nostra salvezza; discese agli inferi; risuscitò il terzo giorno dalla morte; Egli salì al cielo; Egli si sedette alla destra del Padre, Dio Onnipotente; da dove verrà a giudicare i vivi ed i morti. Alla cui venuta tutti gli uomini risorgeranno con i loro corpi e dovranno rendere conto delle loro opere. E quelli che avranno operato bene entreranno nella vita eterna, e quelli che avranno operato male nel fuoco eterno. Questa è la fede cattolica; per la quale, a meno che un uomo la creda con fedeltà e saldezza, egli non può essere salvato. |

Per quanto didattico possa sembrare a lettori moderni, la sua apertura stabilisce il principio essenziale che la fede cattolica non consiste prima di tutto in un assenso a proposizioni, ma che adoriamo Un Dio nella Trinità e la Trinità nell'Unità: tutto il resto fluisce da questa convinzione.
Per i cristiani trinitari (che includono i cattolici, gli ortodossi, le Chiese orientali e la maggior parte delle denominazioni protestanti), Dio Padre non è affatto un dio separato dal Figlio (di cui Gesù è l'incarnazione) e dallo Spirito Santo, le altre ipostasi della Divinità cristiana.
Il XX secolo ha visto una maggiore attenzione teologica alla dottrina della Trinità, in parte dovuta all'impegno di Karl Barth nella sua opera in quattordici volumi, Kirchliche Dogmatik (Dogmatica Ecclesiale). Questa attenzione teologica collega la rivelazione della Parola di Dio alla Trinità e sostiene che la dottrina della Trinità è ciò che distingue il "concetto cristiano di Dio" da tutte le altre religioni.

#### Padre

Lo Scudo Trinitario, rappresentazione visiva della dottrina della Trinità derivata dal Credo atanasiano. Il latino afferma: "Il Padre è Dio; il Figlio è Dio; lo Spirito Santo è Dio; Dio è il Padre; Dio è il Figlio; Dio è lo Spirito Santo; il Padre non è il Figlio; il Padre non è lo Spirito Santo; il Figlio non è il Padre; il Figlio non è lo Spirito Santo; lo Spirito Santo non è il Padre; lo Spirito Santo non è il Figlio."

L'emergere della teologia trinitaria di Dio Padre nel primo cristianesimo si basava su due idee fondamentali: in primo luogo l'identità condivisa dello Yahweh del Antico Testamento e il Dio di Gesù nel Nuovo Testamento, quindi l'autodistinzione e allo stesso tempo l'unità tra Gesù e il Padre. Un esempio dell'unità di Figlio e Padre è Matteo 11:27: "nessuno conosce il Figlio, se non il Padre; e nessuno conosce il Padre, se non il Figlio", che asserisce la mutua conoscenza di Padre e Figlio.
Il concetto di paternità di Dio in verità appare nell'Antico Testamento, ma non è uno dei temi principali. Anche se l'idea di Dio come Padre vi è usata, venne focalizzata nel Nuovo Testamento poiché Gesù vi si riferí spesso. Ciò si manifesta nel Padre nostro che combina le necessità terrene del pane quotidiano con il concetto reciproco del perdono. L'enfasi di Gesù sulla sua speciale relazione col Padre sottolinea l'importanza delle nature distinte ma unificate di Gesù e del Padre, che porta all'unità di Padre e Figlio nella Trinità.
La nozione del Dio paterno, Dio come Padre, si estende da Gesù ai suoi discepoli e a tutta la Chiesa, come si evince dalle suppliche che Gesù presenta al Padre per conto dei suoi seguaci alla fine del Discorso di congedo, la notte prima della sua crocifissione. Esempi di questo nel Discorso di congedo si trovano in Giovanni 14:20 quando Gesù parla ai discepoli: "Io sono nel Padre mio, e voi siete in me ed Io in voi" e in Giovanni 17:22 quando prega il Padre: "E la gloria che tu hai dato a me, io l'ho data a loro, perché siano come noi una cosa sola."
Nella teologia trinitaria, Dio Padre è l'"arche" o "principium" (principio), la "fonte" o "origine" sia del Figlio che dello Spirito Santo ed è considerato la causa eterna della Divinità. Il Padre è l'Uno che eternamente genera il Figlio ed è il Padre che eternamente esala lo Spirito Santo. Il Figlio è eternamente generato da Dio Padre e lo Spirito eternamente procede dal Padre.
Nonostante questa differenza nell'origine, il Padre è co-uno, co-pari, co-eterno e con-sustanziale con il Figlio e lo Spirito Santo: ogni Persona è l'unico Dio eterno e mai separato, che è il creatore – tutti in ugual modo sono increati e onnipotenti. Quindi l'Unità Divina consiste di Dio Padre con il suo Figlio ed il suo Spirito distinti da Dio Padre e tuttavia perfettamente uniti a Lui. A causa di ciò, la Trinità è al di là della ragione e può essere conosciuta solo per rivelazione.
I trinitari credono che Dio Padre non sia panteistico, in quanto non viene visto come identico all'universo, ma esiste fuori della creazione, come suo Creatore. È considerato un Dio amorevole e premuroso, un Padre Celeste che è attivo sia nel mondo che nella vita delle persone. Ha creato tutte le cose visibili ed invisibili con amore e saggezza e l'uomo, "sola creatura che Dio abbia voluto per se stessa".

#### Figlio

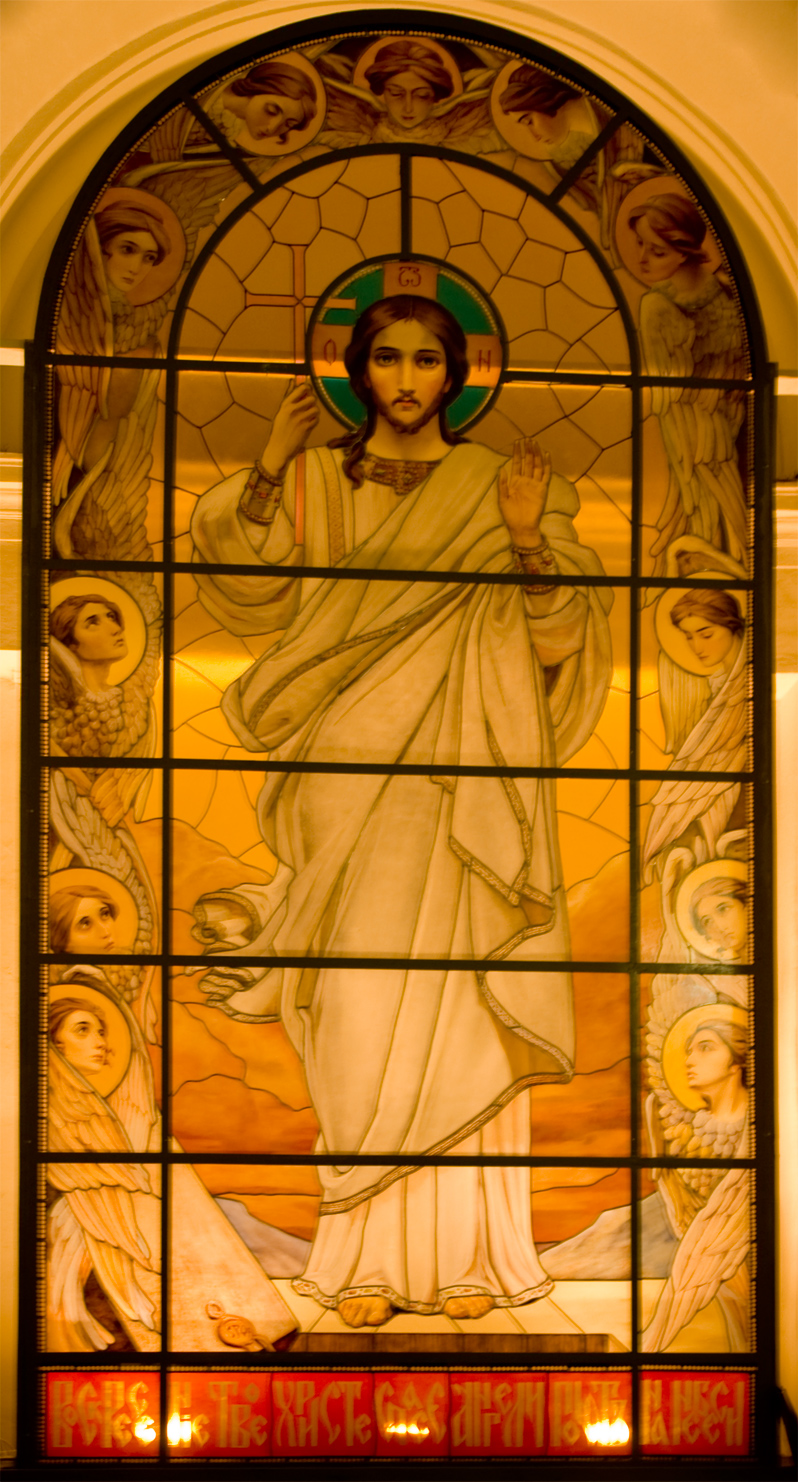
Vetrata raffigurante il Cristo, Cattedrale dei Santi Pietro e Paolo (San Pietroburgo)

Fin dal primo cristianesimo, un certo numero di titoli sono stati attribuiti a Gesù, tra cui Messia e Figlio di Dio. Teologicamente, questi sono attribuzioni differenti: Messia si riferisce alla sua realizzazione delle attese profezie dell'Antico Testamento, mentre Figlio di Dio si riferisce ad una relazione paterna. Il terzo titolo, cioè Dio Figlio, è distinto sia dal Messia che da Figlio di Dio. La relativa sua teologia quale parte della dottrina della Trinità, fu formalizzata più di un secolo dopo le altre.
Secondo i Vangeli, Gesù fu concepito dallo Spirito Santo e nato dalla Vergine Maria. Il resoconto biblico del ministero di Gesù include: il suo battesimo, i miracoli, i sermoni, gli insegnamenti e le guarigioni. La narrazione dei Vangeli pone grande enfasi sulla morte di Gesù, dedicando circa un terzo del testo a soli sette giorni, praticamente l'ultima settimana della sua vita a Gerusalemme. La credenza cristiana fondamentale è che, mediante la morte e risurrezione di Gesù, gli esseri umani peccatori possono riconciliarsi con Dio e quindi ricevere salvezza e la promessa di vita eterna. La fede nella natura redentrice della morte di Gesù precede le lettere paoline e risale ai primi tempi del cristianesimo e della chiesa di Gerusalemme. La dichiarazione del credo niceno che "fu crocifisso per noi" riflette questa fede basilare.
Le due problematiche cristologiche di come Gesù possa essere vero Dio, mantenendo fede allo stesso tempo nell'esistenza di un solo Dio, e di come l'umano e il divino possano combinarsi in una sola persona, erano preoccupazioni fondamentali ben prima del Concilio di Nicea (325). Tuttavia la teologia di "Dio Figlio" venne infine riflessa nella dichiarazione del Simbolo niceno-costantinopolitano nel IV secolo.
La Definizione di Calcedonia del 451, accettata dalla maggioranza dei cristiani, sostiene che Gesù è Dio incarnato e "vero Dio e vero uomo" (o pienamente divino e pienamente umano). Gesù, diventato totalmente umano in ogni rispetto, soffrì i dolori e le tentazioni dell'uomo mortale, pur tuttavia non peccò. Come totalmente Dio, egli sconfisse la morte e risorse alla vita. In seguito, il Terzo Concilio di Costantinopoli nel 680 affermò che esistono in Gesù volontà divina e volontà umana, con la divina che ha precedenza e guida quella umana. Nel cristianesimo tradizionale quindi, Gesù Cristo come Dio Figlio è la seconda Persona della Santissima Trinità, a causa della sua relazione eterna con la prima Persona (Dio Padre). È considerato co-uguale al Padre e allo Spirito Santo ed è tutto Dio e tutto uomo: Figlio di Dio per la sua natura divina, mentre nella sua natura umana è della stirpe di Davide.
Più recentemente (a partire dal XX secolo), le discussioni sulle questioni teologiche connesse a Dio Figlio e il suo ruolo nella Trinità sono state affrontate nel contesto di una prospettiva di rivelazione divina "basata sulla Trinità".

#### Spirito Santo

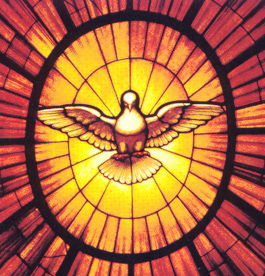
Vetrata raffigurante lo Spirito Santo come colomba (Bernini, ca. 1660)

Nella corrente principale del cristianesimo, lo Spirito Santo è una delle tre persone divine della Santissima Trinità che compongono la singola sostanza (οὐσία Ousia) di Dio, cioè lo Spirito è considerato che agisca di concerto con Dio Padre e Dio il Figlio (Gesù), condividendone un'unica natura essenziale. Il Nuovo Testamento parla molto dello Spirito Santo: la presenza dello Spirito Santo fu particolarmente sentita dopo l'ascensione di Cristo, sebbene non escluda una presenza già attestata dall'Antico Testamento e da tutto il Nuovo Testamento. La teologia cristiana dello Spirito Santo, o pneumatologia, è stato l'ultimo pezzo di teologia trinitaria ad essere pienamente esplorata e sviluppata, e non vi è quindi una maggiore diversità teologica tra le concezioni cristiane dello Spirito che non ci sia nella comprensione del Figlio e il Padre. Nell'ambito della teologia trinitaria, lo Spirito Santo viene usualmente citato come "Terza Persona" di un Dio Trino — col Padre come Prima Persona e il Figlio come Seconda Persona.
La sacralità dello Spirito Santo è affermata in tutti e tre i Vangeli Sinottici (Matteo 12:30-32, Marco 3:28-30 e Luca 12:8-10) che proclamano la blasfemia contro lo Spirito Santo il "peccato imperdonabile". La partecipazione dello Spirito Santo nella natura tripartitica della conversione è manifesta nelle istruzioni finali di Gesù ai suoi discepoli dopo la sua risurrezione, alla fine del Vangelo di Matteo (28:19): "Andate dunque e ammaestrate tutte le nazioni, battezzandole nel nome del Padre e del Figlio e dello Spirito Santo". lo Spirito Santo gioca un ruolo fondamentale nella Lettere di Paolo, al punto che la loro pneumatologia è quasi inseparabile della loro cristologia. Negli scritti di Giovanni evangelista, vengono usati tre termini separati, cioè Spirito Santo, Spirito di Verità e Paracleto.
Rispecchiando l'Annunciazione in Luca 1:35, il primo Credo apostolico afferma che Gesù fu "concepito dallo Spirito Santa". Il Credo niceno fa riferimento allo Spirito Santo "che è Signore e dà la vita" e insieme al Padre e al Figlio è "adorato e glorificato"., mentre nell'atto dell'Incarnazione, Dio Figlio si è manifestato come Figlio di Dio, lo stesso non è accaduto per Dio Spirito Santo, che è rimasto non rivelato. Tuttavia, come in 1 Corinzi 6:19 Dio Spirito continua a dimorare nei fedeli.
Nella teologia cristiana, si crede che lo Spirito Santo svolga specifiche funzioni divine nella vita del cristiano o della Chiesa. L'azione dello Spirito Santo è vista come una parte essenziale della conduzione della persona alla fede cristiana. Il nuovo credente è ritenuto "rinato nello Spirito".
Lo Spirito Santo sostiene la vita cristiana dimorando nei singoli credenti e permette loro di vivere una vita giusta e fedele. Agisce come Consolatore o Paracleto, Colui che intercede o supporta o agisce come protettore, in particolare nei momenti di prova. Agisce per convincere le persone irredente sia della peccaminosità delle loro azioni e pensieri, sia della loro morale come peccatori davanti a Dio. Lo Spirito Santo ha ispirato la stesura delle Scritture ed ora le interpreta per il cristiano e/o la Chiesa.

### Differenze trinitarie
Per la teologia ortodossa orientale, l'essenza di Dio è al di là della comprensione umana e non può essere definita e/o esaminata dalla comprensione umana. Gli insegnamenti della Chiesa cattolica sono in un certo modo simili nel considerare i misteri della Trinità al di là della ragione umana. Tuttavia, esiste una differenza, in quanto nella teologia Dio Padre è l'emanazione eterna del Figlio (genera il Figlio in una filiazione eterna) e dello Spirito Santo (da un'eterna processione del Padre e del Figlio) e Colui che esala lo Spirito Santo con e attraverso il Figlio, ma la Chiesa Ortodossa ritiene che lo Spirito proceda dal solo Padre.
La maggioranza della denominazioni protestanti ed altre tradizioni derivanti dalla Riforma affermano la fede e teologia trinitaria in merito a Dio Padre simile a quelle della Chiesa cattolica. Tra queste, si includono le chiese derivanti dall'Anglicanesimo, i battisti, i metodisti, i luterani e i presbiteriani. Anche il dizionario (EN)  The Oxford Dictionary of the Christian Church descrive la Trinità come "il dogma centrale della teologia cristiana". Tuttavia, una precisa visione rappresentativa della teologia trinitaria protestante in materia di "Dio Padre" è più difficile da illustrare, vista la natura varia e meno centralizzata delle numerose chiese protestanti.

### La Trinità nel Mormonismo
I Mormoni, sebbene con sostanziali differenze rispetto alla dottrina cristiana trinitaria ortodossa, sostengono la dottrina trinitaria. Ciò è evidente da alcuni passi presenti nel libro di Mormon, ed in Dottrina e Alleanze:
Joseph Smith all'inizio della primavera del 1820 narra di aver visto il Padre e il Figlio e nel suo racconto spiega che sono uomini e hanno corpi di carne e ossa altrettanto tangibili quanto i nostri, ma glorificati e perfetti. Solo lo Spirito Santo è un personaggio di spirito. Sempre a Joseph Smith Gesù stesso spiega che lui e il Padre sono un solo Dio: "Poiché ecco, in verità io vi dico che il Padre, il Figlio e lo Spirito Santo sono uno; e io sono nel Padre, e il Padre è in me, e io e il Padre siamo uno."
Nella concezione mormonista di Dio, la Divinità Trina è quindi un concilio divino di tre persone distinte: Elohim (il Padre), Geova (il Figlio, o Gesù) e lo Spirito Santo. I primi due, avendo corpi fisici e, sebbene perfetti, materiali, si uniscono con lo Spirito non in sostanza ma in volontà e proposito, essendo inoltre onniscienti, onnipotenti e infinitamente buoni.

## Antitrinitarismo
Alcune tradizioni cristiane rifiutano la dottrina della Trinità e sono chiamate nontrinitarie o antitrinitarie. Tali gruppi differiscono tra loro in base alle rispettive vedute, descrivendo Gesù come essere divino secondo solo a Dio Padre, come Yahweh dell'Antico Testamento in forma umana, Dio (ma non eternamente Dio), profeta, e semplicemente un santo/santone. Alcune definizioni generiche del Protestantesimo includono questi gruppi nell'ambito del Protestantesimo stesso, ma la maggior parte delle definizioni non contemplano questa inclusione.
L'antitrinitarismo risale ai primi secoli della storia cristiana e a gruppi come gli ariani, gli ebioniti, gli gnostici e altri. Queste convinzioni non trinitarie furono rigettate da molti vescovi, come Ireneo, e successivamente dai Concili ecumenici. Ile Credo niceno sollevò il problema della relazione tra la natura umana e divina di Gesù. L'antitrinitarismo fu raro tra i cristiani per molti secoli e coloro che ricusavano la dottrina della Trinità venivano fortemente osteggiati dagli altri cristiani; tuttavia nel XIX secolo affiorarono diversi gruppi non trinitari nel Nordamerica e altrove.
Nella teologia dei Testimoni di Geova solo Dio Padre è il vero Dio onnipotente, al di sopra di Suo Figlio Gesù Cristo. Sebbene i Testimoni riconoscano la preesistenza di Cristo, la sua perfezione e unica "figliolanza" con Dio Padre, credendo inoltre che Cristo abbia avuto un ruolo essenziale nella creazione e nella redenzione e sia il Messia, pur tuttavia credono che solo il Padre sia senza inizio.
Altri gruppi includono il Pentecostalismo Unitario, i cristadelfiani, i cristiani scientisti ed i membri della Nuova Chiesa (o swedenborghiani, dal presunto fondatore Emanuel Swedenborg).

## Le vie per accedere a Dio
Le teologie cristiane hanno sviluppato diversi modi per accedere alla trascendenza di Dio, i cui modelli di base sono comunque già presenti in Paolo di Tarso: la fede come grazia donata da Dio stesso e l'uso della ragione per risalire dalla creazione al Creatore.
Siccome nel cristianesimo coesistono diversi gruppi, idee e pratiche, la relazione con il divino assume comunque caratteristiche e proprietà differenti a seconda dei casi. È quindi possibile individuare uno spettro di possibili cristianesimi. A un estremo, prevale l'enfasi sulla trascendenza di Dio, che è 'sopra' l'universo e richiede alle persone di seguire i comandamenti e vivere una vita più elevata, conforme al progetto divino. Dall'altro estremo, l'accento viene invece posto sulla presenza del divino 'dentro' l'uomo, chiamato quindi a scoprire la forza spirituale presente dentro di sé.

### Riferimenti
1. 1 2 3  John H. Leith, Basic Christian Doctrine, 1992, pp. 55-56. ISBN 0-664-25192-7
2. 1 2 3  Millard J. Erickson, Introducing Christian Doctrine, 2ª ed., 2001, pp. 87-88. ISBN 0-8010-2250-9
3. 1 2  L. Berkhof, Systematic Theology, Banner of Truth, 1963, p.61.
4. ↑   1Corinzi 8:5-6, su La Parola - La Sacra Bibbia in italiano in Internet.
5. 1 2 3 4  Larry W. Hurtado, One God, One Lord, 2003, pp 1-2. ISBN 0-567-08987-8
6. 1 2  David E. Aune (ed.), The Blackwell Companion to The New Testament, 2010, p. 424. ISBN 1-4051-0825-8
7. 1 2  Udo Schnelle, Apostle Paul: His Life and Theology, 2005, p. 396. ISBN 0-8010-2796-9
8. 1 2 3  Eric Osborn, Irenaeus of Lyons, Cambridge University Press, 2005, pp. 27-29. ISBN 978-0-521-67572-7
9. 1 2 3 4 5  William A. Dyrness, Veli-Matti Kärkkäinen, Juan F. Martinez e Simon Chan, Global Dictionary of Theology, 2008, pp. 352-353. ISBN 0-8308-2454-5
10. 1 2  Shirley C. Guthrie, Christian Doctrine, 1994, pp. 100 e 111. ISBN 0-664-25368-7
11. 1 2  Johannes Hirschberger, Historia de la Filosofía I, Barcellona:Herder 1977, p. 403.
12. 1 2 3 4  Dictionary of Biblical Imagery curato da Leland Ryken, James C. Wilhoit e Tremper Longman III, 1998, pp. 478-479. ISBN 0-8308-1451-5
13. 1 2 3 4 5  R.T. France, Divine Government: God's Kingship in the Gospel of Mark, 2003, pp. 1-3. ISBN 1-57383-244-8
14. 1 2  Frank Stagg, New Testament Theology, Broadman Press, 1962. ISBN 0-8054-1613-7
15. ↑  Joseph Moingt, Théologie trinitaire de Tertullien, 4 volumi, Parigi, Aubier, 1966-1969.
16. ↑  G.L. Prestige, Fathers and Heretics, SPCK, 1963, p. 29.
17. ↑  J.N.D. Kelly, Early Christian Doctrines, A & C Black, 1965, p. 280.
18. 1 2 3  John Behr, The Nicene Faith: Formation Of Christian Theology, 2004, pp.3-4. ISBN 0-88141-266-X
19. 1 2 3 4  Donald Fairbairn, Life in the Trinity: An Introduction to Theology with the Help of the Church Fathers, 2009, pp. 48-50. ISBN 0-8308-3873-2
20. 1 2 3 4  Mercer Dictionary of the Bible curato da Watson E. Mills, Roger Aubrey Bullard, 2001, p. 935. ISBN 0-86554-373-9
21. ↑  J.N.D. Kelly, Early Christian Doctrines, A & C Black: 1965, p. 115
22. 1 2 3  Alister E. McGrath, Theology: The Basics, 2011, pp. 117-120. ISBN 0-470-65675-1
23. ↑   1Corinzi 8:5-6, su La Parola - La Sacra Bibbia in italiano in Internet.
24. ↑   Atti 17:24-27, su La Parola - La Sacra Bibbia in italiano in Internet.
25. 1 2  Udo Schnelle, Theology of the New Testament, 2009, p. 477. ISBN 0-8010-3604-6
26. ↑   1Tessalonicesi 4:8, su La Parola - La Sacra Bibbia in italiano in Internet.
27. ↑  James D. G. Dunn, Theology of Paul the Apostle, 2003, pp. 418-420. ISBN 0-567-08958-4
28. ↑   Giovanni 14:26, su La Parola - La Sacra Bibbia in italiano in Internet.
29. ↑  Gary M. Burge, The anointed community: the Holy Spirit in the Johannine tradition, 1987, pp. 14-21. ISBN 0-8028-0193-5
30. 1 2 3 4 5 6  Veli-Matti Kärkkäinen, The Doctrine of God: A Global Introduction, 2004, pp. 70-73. ISBN 0-8010-2752-7
31. 1 2 3  J.N.D. Kelly, Early Christian Creeds, Longmans, 1960, pp.136, 139, 195 rispettivamente.
32. ↑  Ian T. Ramsey, Religious Language, SCM, 1967, pp. 50 et seq.
33. ↑  Louis Berkhof, Systematic Theology, 1996, pp. 47-51. ISBN 0-8028-3820-0
34. ↑  Mercer dictionary of the Bible curato da Watson E. Mills e Roger Aubrey Bullard, 1998, p. 336. ISBN 0-86554-373-9
35. ↑  Patrick D. Miller, The Ten Commandments: Interpretation: Resources for the Use of Scripture in the Church, 2009, p. 111. ISBN 0-664-23055-5
36. ↑  Georg Strecker, Theology of the New Testament, 2000, p. 282. ISBN 0-664-22336-2
37. ↑   Giovanni 1:12, su La Parola - La Sacra Bibbia in italiano in Internet.
38. ↑   Michea 4:5, su La Parola - La Sacra Bibbia in italiano in Internet.
39. 1 2  Arthur W. Pink, Ten Commandments, 2007, pp. 23-24. ISBN 1-58960-375-3
40. ↑  Joel C. Elowsky, John 11-21 (Ancient Christian Commentary on Scripture), 2007, p. 237. ISBN 0-8308-1099-4
41. ↑   Apocalisse 3:12, su La Parola - La Sacra Bibbia in italiano in Internet.
42. ↑   Giovanni 17:6, su La Parola - La Sacra Bibbia in italiano in Internet.
43. ↑   Giovanni 12:27-28, su La Parola - La Sacra Bibbia in italiano in Internet.
44. ↑  Warren W. Wiersbe,  Wiersbe Bible Commentary, 2007, p. 274. ISBN 0-7814-4539-6
45. ↑   Esodo 20:7, su La Parola - La Sacra Bibbia in italiano in Internet.
46. ↑   Salmi 8:1, su La Parola - La Sacra Bibbia in italiano in Internet.
47. 1 2 3  Louis Berkhof, Manual Of Christian Doctrine, 2007, pp. 19-20. ISBN 1-930367-90-2
48. ↑  Louis Berkhof, Manual Of Christian Doctrine, 2007, pp. 21-23. ISBN 1-930367-90-2
49. ↑  Donald Macleod, Behold Your God, Christian Focus Publications, 1995, pp. 20-21.
50. 1 2  Louis Berkhof, Systematic Theology, Banner of Truth, 1963, pp.57-81 & p.46 rispettivamente.
51. ↑  John H. Hick, Philosophy of Religion Prentice-Hall, 1973, pp. 7-14.
52. ↑  Mercer Dictionary of the Bible di Watson E. Mills, Edgar V. McKnight e Roger A. Bullard, 2001, p. 490. ISBN 0-86554-373-9
53. ↑   Salmi 45;93;96;97-99, su La Parola - La Sacra Bibbia in italiano in Internet.
54. ↑  Karl Rahner, Encyclopedia of Theology: A Concise Sacramentum Mundi, 2004, p. 1351. ISBN 0-86012-006-6
55. ↑  Dictionary for Theological Interpretation of the Bible di Kevin J. Vanhoozer, N. T. Wright, Daniel J. Treier e Craig Bartholomew, 2006, p. 420. ISBN 0-8010-2694-6
56. 1 2 3 4 5 6  Michael James McClymond, Familiar Stranger: An Introduction to Jesus of Nazereth, 2004, pp. 77-79. ISBN 0-8028-2680-6
57. 1 2 3 4  Bruce Chilton & Craig A. Evans, Studying the Historical Jesus: Evaluations of the State of Current Research, 1998, pp. 255-257. ISBN 90-04-11142-5
58. 1 2  Delbert Royce Burkett, An Introduction to the New Testament and the Origins of Christianity, 2002, p. 246. ISBN 0-521-00720-8
59. ↑  George Eldon Ladd, A Theology of the New Testament, 1993, pp. 55-57. ISBN 0-8028-0680-5
60. ↑   1Corinzi 15:52, su La Parola - La Sacra Bibbia in italiano in Internet.
61. ↑   Ebrei 12:23, su La Parola - La Sacra Bibbia in italiano in Internet.
62. 1 2 3 4  Millard J. Erickson, Introducing Christian Doctrine, 2ª ed., 2001, pp. 391-392. ISBN 0-8010-2250-9
63. ↑   Giovanni 5:22, su La Parola - La Sacra Bibbia in italiano in Internet.
64. ↑   Atti 10:42, su La Parola - La Sacra Bibbia in italiano in Internet.
65. ↑  Wolfhart Pannenberg, Systematic Theology, Vol. 2, 2004, pp. 390-391. ISBN 0-567-08466-3
66. ↑   Giovanni 5:22, su La Parola - La Sacra Bibbia in italiano in Internet.
67. ↑   Atti 10:42, su La Parola - La Sacra Bibbia in italiano in Internet.
68. 1 2  Cfr. anche The Oxford Companion to the Bible, curato da Bruce M. Metzger & Michael David Coogan, 1993, p. 157.
69. 1 2 3  Gerhard Kittel e Gerhard Friedrich, Theological Dictionary of the New Testament, Volume III, 1966, p. 936. ISBN 0-8028-2245-2
70. ↑   Matteo 5:22-26, su La Parola - La Sacra Bibbia in italiano in Internet.
71. ↑   Matteo 13:49-50, su La Parola - La Sacra Bibbia in italiano in Internet.
72. ↑  Su questo cfr. Giovanni Filoramo, Cristianesimo, Mondadori Electa, 2007, pagg. 242-250.
73. 1 2 3 4 5  Jason E. Vickers, Invocation and Assent: The Making and the Remaking of Trinitarian Theology, Eerdmans Publishing, 2008, pp. 2-5. ISBN 0-8028-6269-1
74. 1 2  Peter C. Phan, The Cambridge Companion to the Trinity, 2011, pp.3-4. ISBN 0-521-70113-9
75. ↑  Elizabeth Lev, "Dimming the Pauline Spotlight; Jubilee Fruits" 25/06/2009
76. ↑  J.N.D. Kelly, Early Christian Doctrines, A & C Black, 1965, p. 115.
77. ↑   2Corinzi 1:21-22, su La Parola - La Sacra Bibbia in italiano in Internet.
78. 1 2 3  Alan Richardson, An Introduction to the Theology of the New Testament, SCM, 1961, pp. 122-123, 158.
79. ↑   Matteo 28:18, su La Parola - La Sacra Bibbia in italiano in Internet.
80. ↑   Giovanni 3:35, su La Parola - La Sacra Bibbia in italiano in Internet.
81. ↑   Giovanni 13:3, su La Parola - La Sacra Bibbia in italiano in Internet.
82. ↑   Giovanni 17:1, su La Parola - La Sacra Bibbia in italiano in Internet.
83. ↑   Galati 4:6, su La Parola - La Sacra Bibbia in italiano in Internet.
84. ↑   Atti 16:7, su La Parola - La Sacra Bibbia in italiano in Internet.
85. ↑   Giovanni 15:26, su La Parola - La Sacra Bibbia in italiano in Internet.
86. ↑   Romani 8:14-17, su La Parola - La Sacra Bibbia in italiano in Internet.
87. 1 2  Roger E. Olson, Christopher Alan Hall, The Trinity, 2002, pp. 29-31. ISBN 0-8028-4827-3
88. ↑  Eric Osborn, Tertullian, First Theologian of the West, 2003, pp. 116-117. ISBN 0-521-52495-4
89. 1 2  Louis Berkhof, Systematic Theology, cit. 1996, p. 83.
90. 1 2  Oxford Dictionary of the Christian Church (1974), Cross & Livingstone (curatori), s.v.: "Trinity, Doctrine of".
91. ↑  Bernhard Lohse, A Short History of Christian Doctrine, 1978, p. 37. ISBN 0-8006-1341-4
92. ↑  "Il Credo di Atanasio: L’Uno e i Molti" Archiviato il 14 maggio 2016 in Internet Archive., su Cristoregna.it
93. ↑  Critical Terms for Religious Studies, Chicago: The University of Chicago Press, 1998. Credo Reference, 27/07/2009.
94. 1 2  Peter C. Phan, The Cambridge Companion to the Trinity, 2011, pp. 173-174. ISBN 0-521-70113-9
95. ↑  Veli-Matti Kärkkäinen, The Trinity: Global Perspectives, 2007, p. 8. ISBN 0-664-22890-9
96. 1 2 3  Veli-Matti Kärkkäinen, The Trinity: Global Perspectives, 2007, pp. 10-13. ISBN 0-664-22890-9
97. ↑  Global Dictionary of Theology di William A. Dyrness, Veli-Matti Kärkkäinen, Juan F. Martinez & Simon Chan, 2008, pp. 169-171. ISBN 0-8308-2454-5
98. ↑   Matteo 11:27, su La Parola - La Sacra Bibbia in italiano in Internet.
99. ↑  Geoffrey W. Bromiley, The International Standard Bible Encyclopedia, 1988, pp. 571-572. ISBN 0-8028-3785-9
100. 1 2 3 4  Veli-Matti Kärkkäinen, The Doctrine of God: A Global Introduction, 2004 pp. 37-41. ISBN 0-8010-2752-7
101. ↑  Robert C. Neville, Symbols of Jesus, 2002, pp. 26-27. ISBN 0-521-00353-9
102. ↑   Giovanni 14:20, su La Parola - La Sacra Bibbia in italiano in Internet.
103. ↑   Giovanni 17:22, su La Parola - La Sacra Bibbia in italiano in Internet.
104. ↑  Daniel B. Stevick, Jesus and His Own: A Commentary on John 13-17, 2011, Eeardmans, p. 46. ISBN 0-8028-4865-6
105. 1 2  Alan Richardson & John Bowden, The Westminster Dictionary of Christian Theology, 1983, p. 36. ISBN 0-664-22748-1
106. ↑  The Oxford Handbook of the Trinity di Gilles Emery & Matthew Levering, 2011, p. 263. ISBN 0-19-955781-0
107. 1 2 3  John Koessler, God Our Father, 1999, p.68. ISBN 0-8024-4068-1
108. 1 2 3  Geoffrey W. Bromiley, International Standard Bible Encyclopedia: E-J, 1982, pp. 515-516. ISBN 0-8028-3782-4
109. ↑  Vedi gli articoli del Catechismo cit., nn. 356 e 295 (EN)
110. 1 2  Alan Richardson & John Bowden, The Westminster Dictionary of Christian Theology, 1983, p. 101. ISBN 0-664-22748-1
111. 1 2 3  Geoffrey W. Bromiley, Historical Theology: An Introduction, 2000, pp. 128-129. ISBN 0-567-22357-4
112. ↑  Mini S. Johnson, Christology: Biblical And Historical, p. 307. ISBN 81-8324-007-0
113. ↑  Joseph F. Kelly, The Ecumenical Councils of the Catholic Church: A History, 2009, pp. 19-22. ISBN 0-8146-5376-6
114. 1 2  Floyd H. Barackman, Practical Christian Theology, 1998, pp. 149-151. ISBN 0-8254-2374-0
115. ↑  David L. Turner, Matthew, 2008, p. 613. ISBN 0-8010-2684-9
116. 1 2  J. Glyndwr Harris, Christian Theology, 2002, pp. 12-15. ISBN 1-902210-22-0
117. ↑  Larry W. Hurtado, Lord Jesus Christ: Devotion to Jesus in Earliest Christianity, 2005, pp. 130-133. ISBN 0-8028-3167-2
118. ↑  Geoffrey W. Bromiley, Historical Theology: An Introduction, 2000, pp. 50-51. ISBN 0-567-22357-4
119. ↑  Late Antiquity: A Guide to the Postclassical World di G. W. Bowersock, Peter Brown & Oleg Graba, 1999, p. 605. ISBN 0-674-51173-5
120. ↑  Bernhard Lohse, A Short History of Christian Doctrine, 1978, pp. 90-93. ISBN 0-8006-1341-4
121. ↑  The Westminster Dictionary of Christian Theology, di Alan Richardson & John Bowden, 1983, p. 169. ISBN 0-664-22748-1
122. 1 2  Millard J. Erickson, Introducing Christian Doctrine, 2ª ed., 2001, pp. 237-238. ISBN 0-8010-2250-9
123. ↑  Karl Rahner, Encyclopedia of Theology: A Concise Sacramentum Mundi, 2004, pp. 692-694. ISBN
124. ↑  Geoffrey William Bromiley, Introduction to the Theology of Karl Barth, 2000, p. 19. ISBN 0-567-29054-9
125. ↑  Roderick T. Leupp, The Renewal of Trinitarian Theology: Themes, Patterns & Explorations, 2008, p. 31. ISBN 0-8308-2889-3
126. ↑  Commentario della Fisica di Aristotele
127. 1 2  Wolfhart Pannenberg, Systematic Theology, Vol. 1, 2004, p. 332. ISBN 0-567-08178-8
128. 1 2 3  Veli-Matti Kärkkäinen, Pneumatology: The Holy Spirit in Ecumenical, International, and Contextual Perspective, 2002, pp. 120-121. ISBN 0-8010-2448-X
129. ↑   Matteo 12:30-32, su La Parola - La Sacra Bibbia in italiano in Internet.
130. ↑   Marco 3:28-30, su La Parola - La Sacra Bibbia in italiano in Internet.
131. ↑   Luca 12:8-10, su La Parola - La Sacra Bibbia in italiano in Internet.
132. ↑  Craig L. Blomberg , Jesus and the Gospels: An Introduction and Survey, 2009, p. 280. ISBN 0-8054-4482-3
133. ↑   Matteo 28:19, su La Parola - La Sacra Bibbia in italiano in Internet.
134. ↑  Jane Barter Moulaison, Lord, giver of life, 2006, p. 5. ISBN 0-88920-501-9
135. ↑  Petrus J. Gräbe, The power of God in Paul's letters, 2008, pp. 248-249. ISBN 978-3-16-149719-3
136. ↑  John Breck, Spirit of Truth: The origins of Johannine pneumatology, 1990, pp. 1-5. ISBN 0-88141-081-0
137. ↑   Luca 1:35, su La Parola - La Sacra Bibbia in italiano in Internet.
138. ↑  Michael Jinkins, Invitation to Theology, 2001, pp. 60 e 134-135. ISBN 0-8308-1562-7
139. ↑  Michael Jinkins, Invitation to Theology, 2001, p. 193. ISBN 0-8308-1562-7
140. 1 2  John Joseph O'Donnell, The mystery of the Triune God, 1988, p. 75. ISBN 0-7220-5760-1
141. ↑   1Corinzi 6:19, su La Parola - La Sacra Bibbia in italiano in Internet.
142. ↑  Warren W. Wiersbe, The Wiersbe Bible Commentary: The Complete New Testament, 2007, p. 471. ISBN 978-0-7814-4539-9
143. 1 2   Millard J. Erickson, Introducing Christian Doctrine., Baker Book House, 1992,  pp. 265–270.
144. ↑  J. Oswald Sanders, The Holy Spirit and His Gifts, Inter-Varsity Press, Cap. 5.
145. ↑   T C Hammond, Rivduta e curata da David F. Wright, In Understanding be Men: A Handbook of Christian Doctrine., sesta, Inter-Varsity Press, 1968,  p. 134.
146. ↑  Vladimir Lossky, The Mystical Theology of the Eastern Orthodox Church, James Clarke & Co, 1991, p. 77. ISBN 978-0-227-67919-7
147. ↑  Francis Schussler Fiorenza & John P. Galvin, Systematic Theology, 2011, pp. 193-194. ISBN 0-8006-6291-1
148. 1 2  The Oxford Dictionary of the Christian Church (Oxford University Press, 2005, ISBN 978-0-19-280290-3), articolo: Trinity, doctrine of the.
149. ↑  Dottrina e Alleanza 20:27-28
150. ↑  Dottrina e Alleanze 130:22-23. DeA 20:27-28 Vangelo secondo Giovanni 17,21-23 (Bibbia); 2 Nefi 31:21; 3 Nefi 11:27, 36. (Libro di Mormon)
151. ↑  Dal Libro di Mormon 3 Nefi cap 11 versetto 27
152. ↑   Paul E. Dahl, Godhead, in Daniel H. Ludlow (a cura di), Encyclopedia of Mormonism, New York, Mcmillan, 1992,  pp. 552–53, ISBN 0-02-904040-X..
153. 1 2  Paul Louis Metzger, Trinitarian Soundings in Systematic Theology, 2006, pp. 36 e 43. ISBN 0-567-08410-8
154. 1 2  J. Gordon Melton, Encyclopedia of Protestantism, 2008, p. 543. ISBN 0-8160-7746-0
155. ↑   Insight on the Scriptures, vol. 2, 1988,  p. 1019.
156. ↑  Cfr. voce "Dio" in Giovanni Filoramo, Cristianesimo, Mondadori Electa, 2007, pag. 250).
157. ↑  Linda Woodhead, Christianity: A Very Short Introduction, Oxford University Press, 2004.